# ジェイ・グレイバー
ランティアン・“ジェイ”・グレイバー（Lantian "Jay" Graber、1991年 - ）は、アメリカ合衆国のソフトウェアエンジニア。Happeningの創業者、Blueskyの最高経営責任者。

## 経歴
1991年、オクラホマ州タルサにて数学教師であるスイス人の父と鍼灸師である中国人の母の間に生まれた。母は文化大革命時代の中国出身で、1980年代にアメリカに移住した。本人によれば、母は「限りない自由を与えたい」という願いを込め、中国語で「青空」を意味する「ランティアン」と名付けたという。2009年にペンシルベニア大学に入学し、科学や技術、社会学の学士号を取得し卒業した。
2015年12月、カリフォルニア州マウンテンビューに拠点を置くSkuChainにてソフトウェアエンジニアとして働き始めた。その後はワシントン州モーゼスレイクにある工場で、ビットコインマイニング機器のはんだ付け作業に従事した。2016年にはZcashのジュニア開発者として働き始めた。
2019年3月、ソーシャルイベントサービス企業のHappeningを設立し、イベント企画機能の開発を主導した。
2021年8月、BlueskyのCEOに就任した。Blueskyは2019年にTwitter社の共同創業者であるジャック・ドーシーらが発表した分散型SNSプロジェクトであり、その後はTwitter社から独立した。グレイバーはTwitter社の社員ではなかったが、過去に独自の分散型SNSプロトコルを開発した経験があることから、Twitter社外からプロジェクトに参加した。